# Glyptothorax buchanani
Glyptothorax buchanani es una especie de peces de la familia Sisoridae en el orden de los Siluriformes.

## Distribución geográfica
Se encuentra en la cuenca del río Chao Phraya (Tailandia).